# オフタースハイム
オフタースハイム（ドイツ語: Oftersheim）は、ドイツ連邦共和国バーデン＝ヴュルテンベルク州ライン＝ネッカー郡に属す町村（以下、本項では便宜上「町」と記述する）。ハイデルベルク近郊、人口約10,500人の町である。総人口240万人を擁するライン＝ネッカー大都市圏の一角をなす。766年に初めて文献上に記録されたオフタースハイムは、何世紀もの間プファルツ選帝侯領に属した。

## 地理

### 位置
オフタースハイムは、ライン＝ネッカー地方のほぼ中央、マンハイムの南約15km、ハイデルベルク中心部の西約10kmに位置する。
境を接する市町村は、西から北にシュヴェツィンゲン、北東にプランクシュタット、東にハイデルベルク、南東にザントハウゼンとライメンの無人の飛び地、南にホッケンハイムである。
クライヒガウ丘陵から流れ下ってきたライムバッハ川が町域を東西に貫いている。

### 自治体の構成
第二次世界大戦後に旧ドイツ領の東プロイセンやシレジア、チェコ領であったズデーテン地方などから放逐された人々が建設したハルトヴァルトジートルング地区がこの自治体に含まれる。ここには、TSVオフタースハイムやSGオフタースハイムの競技場やクラブハウスがある。

### 地質学と気候
オフタースハイムは、オーバーライン地溝帯内に位置する。西をプフェルツヴァルト、東をオーデンヴァルト、北は遠いながらもタウヌス山地に囲まれ、穏やかな気候の土地である。暑い夏、穏やかでほとんど雪の降らない冬といったものはここでは通常のことである。
この町の一部はドイツでも最大級の内陸性砂丘になっており、オフタースハイム砂丘周回路（全長約3.1km）が設けられている。ハルトヴァルトの森や近郊のオーデンヴァルト、プフェルツヴァルトは良質の保養地となっている。
町域は1278haで、その19.6%が市街地、30.4%が農業用地、49.4%を森林が占めている。

### 言語
ハイデルベルク同様にフランケン地方北西部に属し、住民構成は南の高地ドイツ語のうち上部ドイツ語に属する南フランケン語（上部フランケン語）や、北の中部ドイツ語に属するクーアプファルツ語（プファルツ語）を境界線として使用するフランケン人が大部分を占める。

## 歴史
オフタースハイムは、ピピン王治世の15年、すなわち766年に初めて文献上に記録されている。古くからすでにフランク人の自由地Ofteriが形作られていたと考えられており、村の名前の語尾 –heimもこれを示唆している。
11世紀に王はシュヴェツィンガー・ハルトの統治権をシュパイアー司教に与えた。司教は管理運営のために陪臣一門をここに置いた。献酌侍従ヴェルザウはレーエンをライン宮中伯に売却し、1286年にシュパイアー司教もこれを了承した。これ以後、オフタースハイムはヴェルザウ家が統治権を有する地域から、プファルツ家が直接所有・統治する土地となった。プファルツ選帝侯領内では、オフタースハイムはキルヒハイマー・ツェント（十分の一税徴税のための行政区分）に属した。
17世紀には、三十年戦争とプファルツ継承戦争によりオフタースハイムは破壊された。1803年にプファルツ選帝侯は廃止され、オフタースハイムはバーデン大公領となり、シュヴェツィンゲン管区に属した。1924年からはマンハイム管区となり、この管区は後にマンハイム郡となった。
政治的には、1871年のドイツ帝国成立からナショナルリベラリズムが主流で、1903年にドイツ社会民主党がこれを上回った。ヴァイマル共和政末期になると投票行動は急進化していった。1930年にKPDが最大政党となった。1932年からはNSDAPが多数を占めるようになり、1933年の帝国議会選挙では50%の票を獲得した。
第二次世界大戦後、オフタースハイムは600人以上の放逐民を受け容れ、新たに創設されたバーデン＝ヴュルテンベルク州の一員となった。1966年には1200年祭を祝った。1972年に人口が初めて1万人を超えた。1984年に、町の南部を通る連邦道291号線が開通した。
| 年   | 1439 | 1577 | 1777 | 1834 | 1875  | 1905  | 1925  | 1950  | 1961  | 1967  | 1970  | 1991   | 1995   | 2005   | 2010   | 2015   |
| ---- | ---- | ---- | ---- | ---- | ----- | ----- | ----- | ----- | ----- | ----- | ----- | ------ | ------ | ------ | ------ | ------ |
| 人口 | 95   | 190  | 489  | 963  | 1,710 | 2,674 | 3,629 | 5,384 | 6,860 | 8,277 | 8,398 | 10,494 | 10,485 | 10,086 | 11,192 | 12,010 |

### 宗教
教会については、オフタースハイムは中世にはシュヴェツィンゲン教区に属した。16世紀にプファルツ選帝侯は領内に宗教改革を起こし、その後たびたび宗派の交替が起こった。1707年のプファルツ選帝侯領の宗教分割によりオフタースハイムの支部教会は、改革派教会に属すこととなった。1727年から1925年までの住民の宗教分布は2/3がプロテスタント、1/3がカトリックであった。第二次世界大戦後にカトリックの比率は増加し、1967年にその数は40%を超えた。
プロテスタント教会は、1900年にオフタースハイム独自の教区を持つこととなり、バーデンのプロテスタント教会南部クアプファルツ管区に属すこととなった。また、1945年に独立した教区となったカトリック教会は、フライブルク大司教区のヴィースロッホ首席司祭区に属している。

### 市町村合併
シュヴェツィンガー・ハルトとその周辺の開墾地は、1803年からバーデンの直接支配下に置かれていた。1810年にカール＝ルートヴィヒ＝ゼー、ゼーエッカー、タールフェルト、ブリューラー・ハルト、ツェントマイアース・ハルト、ブレセンハルトおよびクルツェ・ハルトの統治権と土地台帳の管理は、これらの小作農のほとんどがオフタースハイムの住民であるという理由によりオフタースハイムに移譲された。1891年にオフタースハイムはこれらの地域を最終的に併合しようと試みたが、失敗に終わった。これらの地域は、1896年に近さに応じてシュヴェツィンゲン、ケッチュ、ホッケンハイムに分割された。
1920年にオフタースハイムはシュヴェツィンゲンに合併されることになり、町議会も住民委員会もこれを可決した。しかしこの合併はシュヴェツィンゲンの住民委員会の反対姿勢により頓挫した。
ブルーフハウゼナー地区の分割により1952年にオフタースハイムは58haを合併した。さらにハイデルベルクのキルヒハイム区に属していた18haが移譲された。
1931年に近隣市町村に属していたシュヴェツィンガー・ハルト地区が割譲された。これによりオフタースハイムは、536haの広さとなった。
1970年代のバーデン＝ヴュルテンベルク州の市町村再編により、シュヴェツィンゲン、ブリュール、ケッチュ、オフタースハイム、プランクシュタットの大合併が計画された。この計画が廃案となると、今度はオフタースハイムとプランクシュタットをシュヴェツィンゲンに併合する計画が持ち上がった。しかし、結局オフタースハイムは独立した自治体としての地位を守り通した。

## 行政

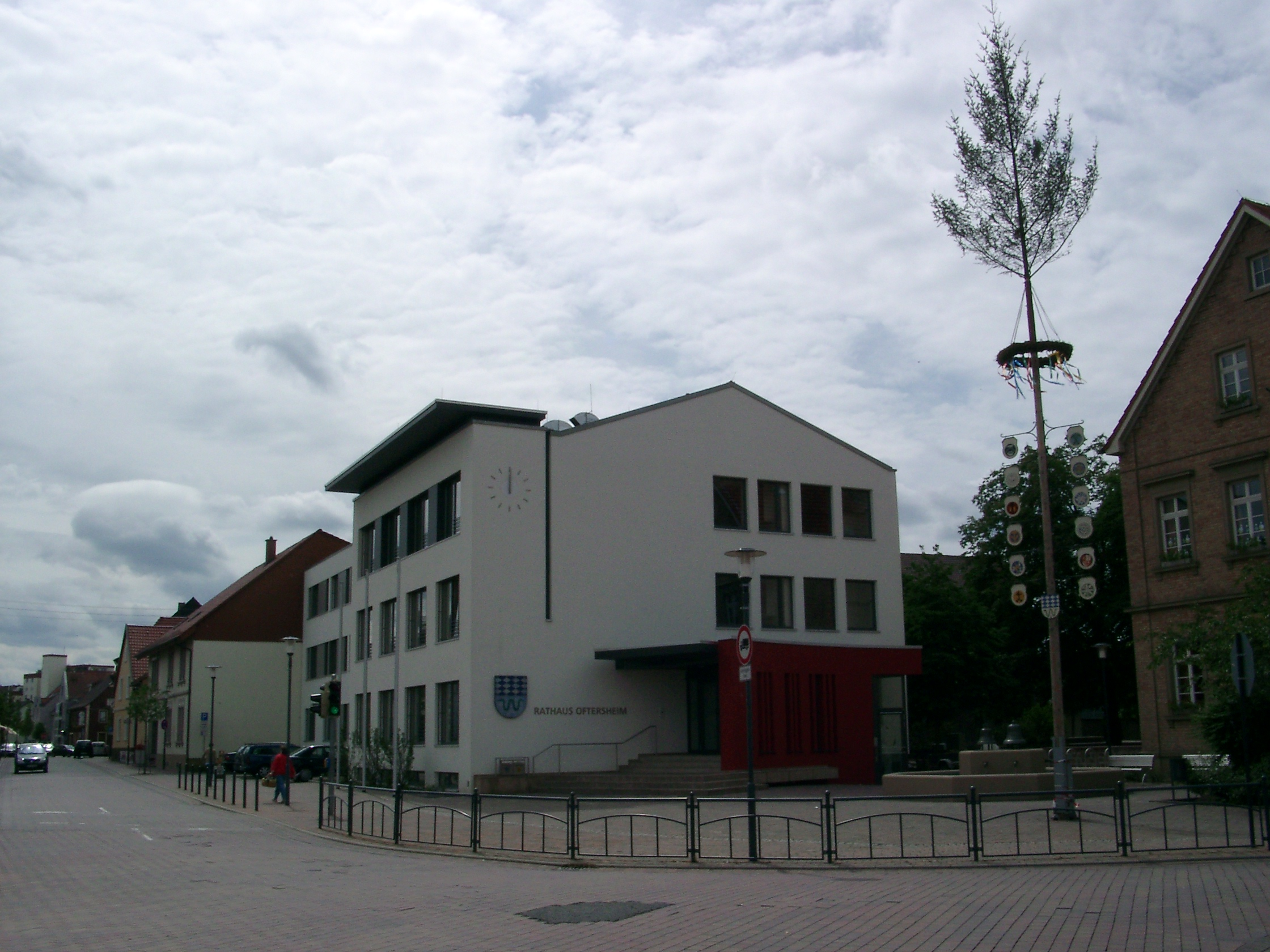
オフタースハイムの町役場

### 議会
議会は5年ごとの直接選挙で選出される22人の議員からなる。これに首長が議長として加わる。

### 首長
ドイツキリスト教民主同盟のイェンス・ガイスが2014年から首長を務めている。
首長は8年ごとの選挙で選出される。第二次世界大戦後の首長を列記する。
- 1945年 - 1946年: マティアス・ニックラー
- 1945年 - 1948年: ヴィルヘルム・ケーダー
- 1948年 - 1954年: アドルフ・キルヒャー
- 1954年 - 1974年: カール・フライ
- 1974年 - 1998年: ジークヴァルト・ケーダー
- 1998年 - 2014年: ヘルムート・バウスト
- 2014年 - : イェンス・ガイス

### 紋章
図柄: 上下二分割。上部は水平に配された青と銀の菱形。下部は銀地に這う緑のヘビ。
この紋章はの図柄は、1670年に遡り、1900年にバーデンのゲネラルランツアルヒーフに認可された。菱形は、プファルツ選帝侯であったヴィッテルスバッハ家の紋章に由来する。ヘビは古い境界標石にも見られるオフタースハイムのシンボルである。旗は緑 - 白で、1959年にバーデン＝ヴュルテンベルク州内務省の認可を得た。

### 友好都市
- ヴァインベーラ（ドイツ、ザクセン州）

## 文化と見所
この町の近郊（約10km以内）には文化的な見所や催しがある。毎年音楽祭が開催されるシュヴェツィンゲン城、ハイデルベルク城と旧市街、数多くのスポーツイベントや文化行事が開催されるマンハイムの新しい施設 SAPアレーナ、ホッケンハイムリンク（F1や音楽イベント）などである。

### 文化施設
- クアプファルツハレ: 1963年に完成したホール。1980年と2004年に拡張がなされ、長年にわたりオフタースハイムのスポーツ、文化の中心的施設である。
- ローゼ・ザール: 1983年の建築。クアプファルツハレよりも小型の施設でクラブ活動などに利用されている。
- カール・フライ・スポーツハレ: 1970年の建築。スポーツ行事や学校関連行事に利用されている。
- マンハイム通り59: 町の人達の社交場となっている。大きな催しのための倉庫のある中庭や小規模な催しのためのヴォールトのあるケラーがある。
- 青少年センター
- 公営図書館
- ベラマール: 1982年に建設された屋内プールのある保養施設。

### 方言
オフタースハイムでは、他の旧プファルツ選帝侯領の地域と同じくクアプファルツ方言が話されている。この方言は現在はオフダーシャ方言と呼ばれている。ただし、住民の移動などによりこの方言の使用は世代を追うごとに少なくなっている。

### 自然文化財
オフタースハイム砂丘・ザントハウゼン砂丘は、南ドイツで最も素晴らしい光景の一つであるとともに最も貴重な植生を持つ内陸砂丘である。ここには、南ドイツで最も大きな内陸砂丘ばかりでなく、珍しくて絶滅の危機に瀕している動植物が残るバーデン＝ヴュルテンベルク州最後の土地でもある。オフタースハイムとザントハウゼンの間の砂丘の大部分は2007年11月からヨーロッパの自然保護地域ネットワーク NATURA2007のFFH 地域（Flora-Fauna-Habitat、動植物棲息地）に指定されている。Lokale Agenda 21 Oftersheimは、オフタースハイム砂丘周回路という砂丘の学習路を設けている。

## 経済と社会資本

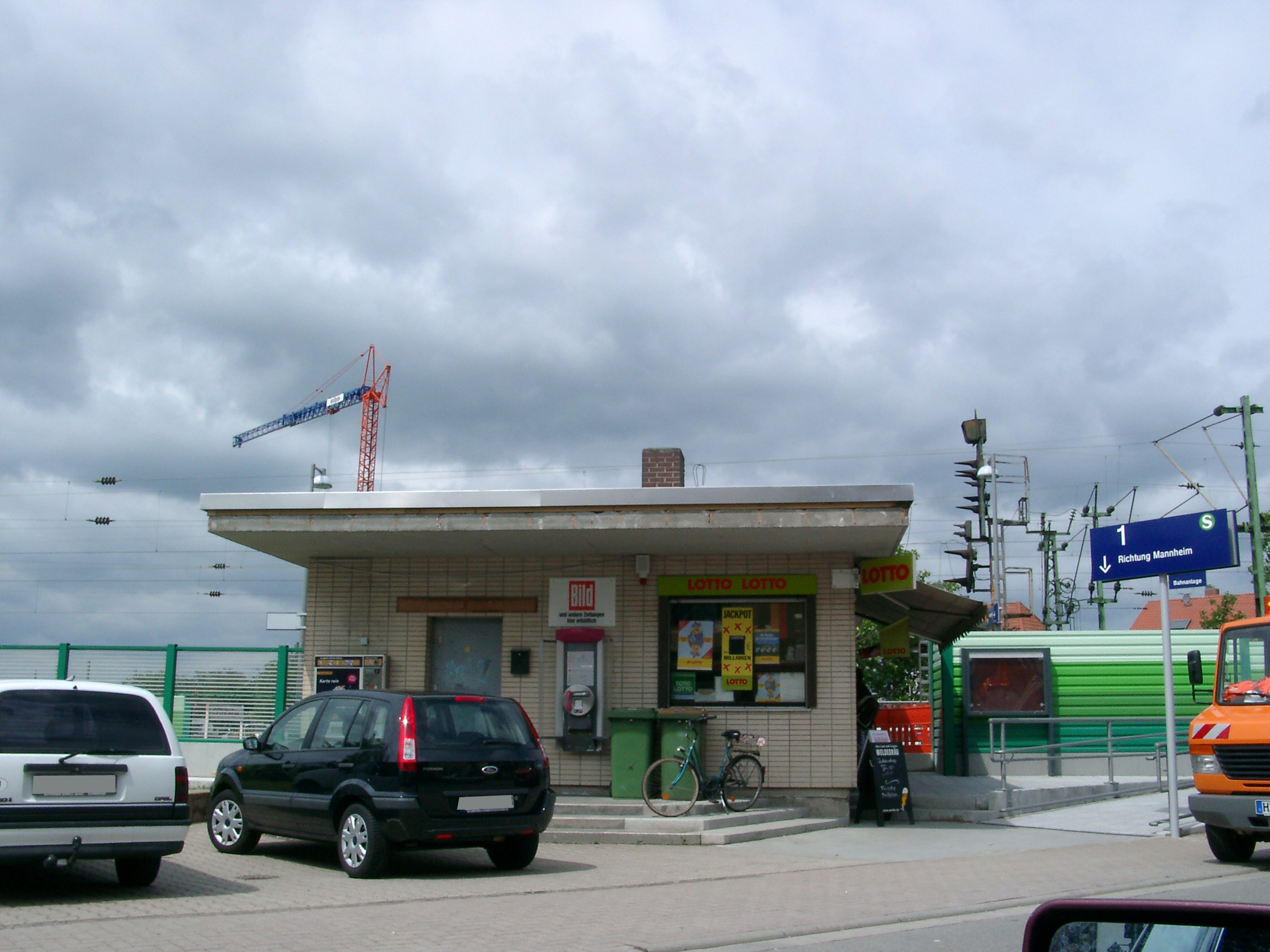
オフタースハイム駅

### 交通
この町は、ラインタール鉄道やアウトバーンA5、A6号線のインターチェンジにより地域内外に交通が通じている。近郊交通は、マンハイム、ハイデルベルク、シュパイアー、ホッケンハイム、ヴァルドルフ、カールスルーエ方面に通じている。オフタースハイムはライン＝ネッカー交通連盟のサービス提供エリアに含まれている。
これらの交通機関により、この町は経済的密集地域マンハイム/ルートヴィヒスハーフェン・アム・ライン（特にBASF）、ハイデルベルク、シュヴェツィンゲン、ヴァルドルフ（SAP）などの職場に通勤することができる住宅地となっている。また、ハイデルベルク、マンハイム、カールスルーエといった大学町までもわずかな道程である。

## 人物

### 出身者
- ホルガー・レール（1970年 - ）ハンドボールのドイツ代表選手

## 引用
1. ↑  Statistisches Landesamt Baden-Württemberg – Bevölkerung nach Nationalität und Geschlecht am 31. Dezember 2023 (CSV-Datei)
2. ↑  バーデン＝ヴュルテンベルク州統計局 、2004年12月31日現在
3. ↑  1950年から1967年:  Kreisbeschreibung. 3. p. 744
4. ↑  Herwig John, Gabriele Wüst: Wappenbuch Rhein-Neckar-Kreis. Ubstadt-Weiher 1996, ISBN 3-929366-27-4, S. 93